# Harold i Mod (film iz 2001)
Harold i Mod je srpski televizijski film iz 2001. godine. Režirao ga je Slobodan Radović po scenariju Colina Higginsa sa Žižom Stojanović, Slobodanom Beštićem i Jelenom Čvorović u glavnim ulogama.

## Uloge
| Glumac            | Uloga         |
| ----------------- | ------------- |
| Žiža Stojanović   | Mrs.Chasen    |
| Slobodan Beštić   | Harold Chasen |
| Jelena Čvorović   |               |
| Tatjana Lukjanova | Мod           |
| Dušan Poček       |               |
| Vesna Čipčić      |               |
| Milica Milša      |               |